# (17836) Canup
(17836) Canup est un astéroïde de la ceinture principale.

## Description
(17836) Canup est un astéroïde de la ceinture principale. Il fut découvert le 25 avril 1998 à la station Anderson Mesa par le programme LONEOS. Il présente une orbite caractérisée par un demi-grand axe de 2,70 UA, une excentricité de 0,13 et une inclinaison de 13,2° par rapport à l'écliptique.

## Compléments